# 第14回日本女子サッカーリーグ
第14回日本女子サッカーリーグ（L・リーグ）は、2002年7月から12月まで開催された。東日本リーグには新たにASエルフェン狭山FCが加入し11チームとなったが、ワールドカップ韓国・日本大会が開催された関係もあり、一次リーグはこの回に限り1回戦総当たりとなっている。

## 競技方法
- 開催期間：2002年7月7日‐12月1日
- 試合時間：90分（45分ハーフ）で行う。その時点で同点の場合は引き分けとする。
- 一次リーグ：東日本（6チーム）、西日本（5チーム）の各リーグにより1回戦総当たり。
- 決勝リーグ：一次リーグの各地区上位2チームずつ（計4チーム）による「上位リーグ」は2回戦総当たり、それ以外の7チームによる「下位リーグ」は1回戦総当たり。
- 順位：1.決勝リーグでの成績（ただし上位リーグは1~4位、下位リーグは5~11位）

2.勝点（勝利3点、引分1点、敗戦0点）
3.全試合の得失点差
4.全試合の総得点数
5.直接対決の成績（1.勝利数、2.得失点差3.総得点数）
6.抽選
- 選手登録：1.チーム登録の選手は25名までとする。

2.外国籍選手は5名登録、3名出場ができる。
3.下部組織として登録したチームから所属選手5名までを登録することができる。

## 参加チーム

### 東地区
- 日テレ・ベレーザ：東京都稲城市
- さいたまレイナス：埼玉県さいたま市（←浦和レイナス）
- ジェフユナイテッド市原レディース：千葉県市原市
- YKK東北女子サッカー部フラッパーズ：宮城県三本木町
- 清水第八スポーツクラブ：静岡県清水市
- ASエルフェン狭山FC：埼玉県狭山市（新規参入）

### 西地区
- 伊賀フットボールクラブくノ一：三重県伊賀町
- スペランツァF.C.高槻：大阪府高槻市
- 宝塚バニーズレディースサッカークラブ：兵庫県宝塚市
- 田崎ペルーレFC：兵庫県神戸市
- ルネサンス熊本フットボールクラブ：熊本県熊本市

## 成績
○：勝利　△：引き分け　●：敗戦

### 一次リーグ（東日本）
- 開催期間：2002年7月7日‐8月4日

| 順位 | チーム                            | 日テレ | さいたま | YKK   | AS狭山 | 市原L | 清水第八 | 勝点 | 勝利 | 引分 | 敗戦 |
| 1位  | 日テレ・ベレーザ                  | ----   | 3-2 ○    | 3-0 ○ | 7-0 ○  | 6-0 ○ | 9-0 ○    | 15   | 5    | 0    | 0    |
| 2位  | さいたまレイナス                  | 2-3 ●  | ----     | 2-2 △ | 3-0 ○  | 5-0 ○ | 5-0 ○    | 10   | 3    | 1    | 1    |
| 3位  | YKK東北女子サッカー部フラッパーズ | 0-3 ●  | 2-2 △    | ----  | 3-0 ○  | 5-1 ○ | 6-0 ○    | 10   | 3    | 1    | 1    |
| 4位  | ASエルフェン狭山FC                | 0-7 ●  | 0-3 ●    | 0-3 ● | ----   | 2-2 △ | 5-1 ○    | 4    | 1    | 1    | 3    |
| 5位  | ジェフユナイテッド市原レディース  | 0-6 ●  | 0-5 ●    | 1-5 ● | 2-2 △  | ----  | 4-2 ○    | 4    | 1    | 1    | 3    |
| 6位  | 清水第八スポーツクラブ            | 0-9 ●  | 0-5 ●    | 0-6 ● | 1-5 ●  | 2-4 ● | ----     | 0    | 0    | 0    | 5    |

### 一次リーグ（西日本）
- 開催期間：2002年7月7日‐8月4日

| 順位 | チーム                               | 田崎  | 伊賀  | 宝塚  | 高槻  | R熊本 | 勝点 | 勝利 | 引分 | 敗戦 |
| 1位  | 田崎ペルーレFC                       | ----  | 2-0 ○ | 1-0 ○ | 6-1 ○ | 5-0 ○ | 12   | 4    | 0    | 0    |
| 2位  | 伊賀フットボールクラブくノ一         | 0-2 ● | ----  | 2-0 ○ | 4-0 ○ | 4-1 ○ | 9    | 3    | 0    | 1    |
| 3位  | 宝塚バニーズレディースサッカークラブ | 0-1 ● | 0-2 ● | ----  | 1-1 △ | 2-1 ○ | 4    | 1    | 1    | 2    |
| 4位  | スペランツァF.C.高槻                 | 1-6 ● | 0-4 ● | 1-1 △ | ----  | 5-1 ○ | 4    | 1    | 1    | 2    |
| 5位  | ルネサンス熊本フットボールクラブ     | 0-5 ● | 1-4 ● | 1-2 ● | 1-5 ● | ----  | 0    | 0    | 0    | 4    |

### 決勝リーグ（上位リーグ）
- 開催期間：2002年10月27日‐11月30日

| 順位 | チーム                       | 日テレ    | 田崎      | さいたま  | 伊賀      | 勝点 | 勝利 | 引分 | 敗戦 |
| 1位  | 日テレ・ベレーザ             | ----      | ○2-1 △1-1 | △0-0 ○1-0 | ○1-0      | 14   | 4    | 2    | 0    |
| 2位  | 田崎ペルーレFC               | ●1-2 △1-1 | ----      | ○2-1 ○3-0 | ○2-0      | 13   | 4    | 1    | 1    |
| 3位  | さいたまレイナス             | △0-0 ●0-1 | ●1-2 ●0-3 | ----      | ●1-2 ○1-0 | 4    | 1    | 1    | 4    |
| 4位  | 伊賀フットボールクラブくノ一 | ●0-1      | ●0-2      | ○2-1 ●0-1 | ----      | 3    | 1    | 0    | 5    |

### 決勝リーグ（下位リーグ）
- 開催期間：2002年10月27日‐12月1日

| 順位 | チーム                               | 宝塚  | 高槻  | YKK   | AS狭山 | 市原L | 清水第八 | R熊本 | 勝点 | 勝利 | 引分 | 敗戦 |
| 1位  | 宝塚バニーズレディースサッカークラブ | ----  | 1-2 ● | 1-0 ○ | 3-2 ○  | 5-3 ○ | 5-0 ○    | 3-0 ○ | 15   | 5    | 0    | 1    |
| 2位  | スペランツァF.C.高槻                 | 2-1 ○ | ----  | 0-0 △ | 4-2 ○  | 0-0 △ | 4-1 ○    | 5-1 ○ | 14   | 4    | 2    | 0    |
| 3位  | YKK東北女子サッカー部フラッパーズ    | 0-1 ● | 0-0 △ | ----  | 2-1 ○  | 7-0 ○ | 9-1 ○    | 1-1 △ | 11   | 3    | 2    | 1    |
| 4位  | ASエルフェン狭山FC                   | 2-3 ● | 2-4 ● | 1-2 ● | ----   | 1-1 △ | 3-2 ○    | 5-0 ○ | 7    | 2    | 1    | 3    |
| 5位  | ジェフユナイテッド市原レディース     | 3-5 ● | 0-0 △ | 0-7 ● | 1-1 △  | ----  | 4-4 △    | 1-1 △ | 4    | 0    | 4    | 2    |
| 6位  | 清水第八スポーツクラブ               | 0-5 ● | 1-4 ● | 1-9 ● | 2-3 ●  | 4-4 △ | ----     | 2-1 ○ | 4    | 1    | 1    | 4    |
| 7位  | ルネサンス熊本フットボールクラブ     | 0-3 ● | 1-5 ● | 1-1 △ | 0-5 ●  | 1-1 △ | 1-2 ●    | ----  | 2    | 0    | 2    | 4    |

### 総合順位
- 1位　日テレ・ベレーザ
- 2位　田崎ペルーレFC
- 3位　さいたまレイナス
- 4位　伊賀フットボールクラブくノ一
- 5位　宝塚バニーズレディースサッカークラブ
- 6位　スペランツァF.C.高槻
- 7位　YKK東北女子サッカー部フラッパーズ
- 8位　ASエルフェン狭山FC
- 9位　ジェフユナイテッド市原レディース
- 10位　清水第八スポーツクラブ
- 11位　ルネサンス熊本フットボールクラブ

## 個人成績
- 最優秀選手：酒井與恵（日テレ・ベレーザ）
- 最多得点：大谷未央（田崎ペルーレFC）5点
- ベストイレブン
  - GK：山郷のぞみ（さいたまレイナス）
  - DF：磯﨑浩美 （田崎ペルーレFC）、山岸靖代（伊賀FCくノ一）、宮﨑有香（伊賀FCくノ一）、藤井奈々（日テレ・ベレーザ）
  - MF：酒井與恵（日テレ・ベレーザ）、伊藤香菜子（日テレ・ベレーザ）、川上直子 （田崎ペルーレFC）
  - FW：大谷未央（田崎ペルーレFC）、大野忍（日テレ・ベレーザ）、安藤梢（さいたまレイナス）
- 新人賞：安藤梢（さいたまレイナス）
- 敢闘賞：小野寺志保（日テレ・ベレーザ）、佐藤舞（ASエルフェン狭山）、中島未来（清水第八）
- 優秀監督賞：宮村正志（日テレ・ベレーザ）
- 特別賞：仁科賀恵（伊賀FCくノ一）
- フェアプレー賞：伊賀フットボールクラブくノ一